# فرانک باکستن
فرانک باکستن (انگلیسی: Frank Buxton؛ زادهٔ ۱۳ فوریهٔ ۱۹۳۰ – درگذشتهٔ ۲ ژانویهٔ ۲۰۱۸) فیلم‌نامه‌نویس، هنرپیشه، نویسنده و کارگردان تلویزیونی اهل ایالات متحده آمریکا است. وی از سال ۱۹۶۲ تا ۲۰۱۸ میلادی مشغول فعالیت بود.

## گزیده فیلمشناسی
از فیلم‌ها یا برنامه‌های تلویزیونی که وی در آن نقش داشته‌است می‌توان به آثار زیر اشاره کرد.
- چه خبر، تایگر لی‌لی؟
- بر فراز دریا